# Drużyna A

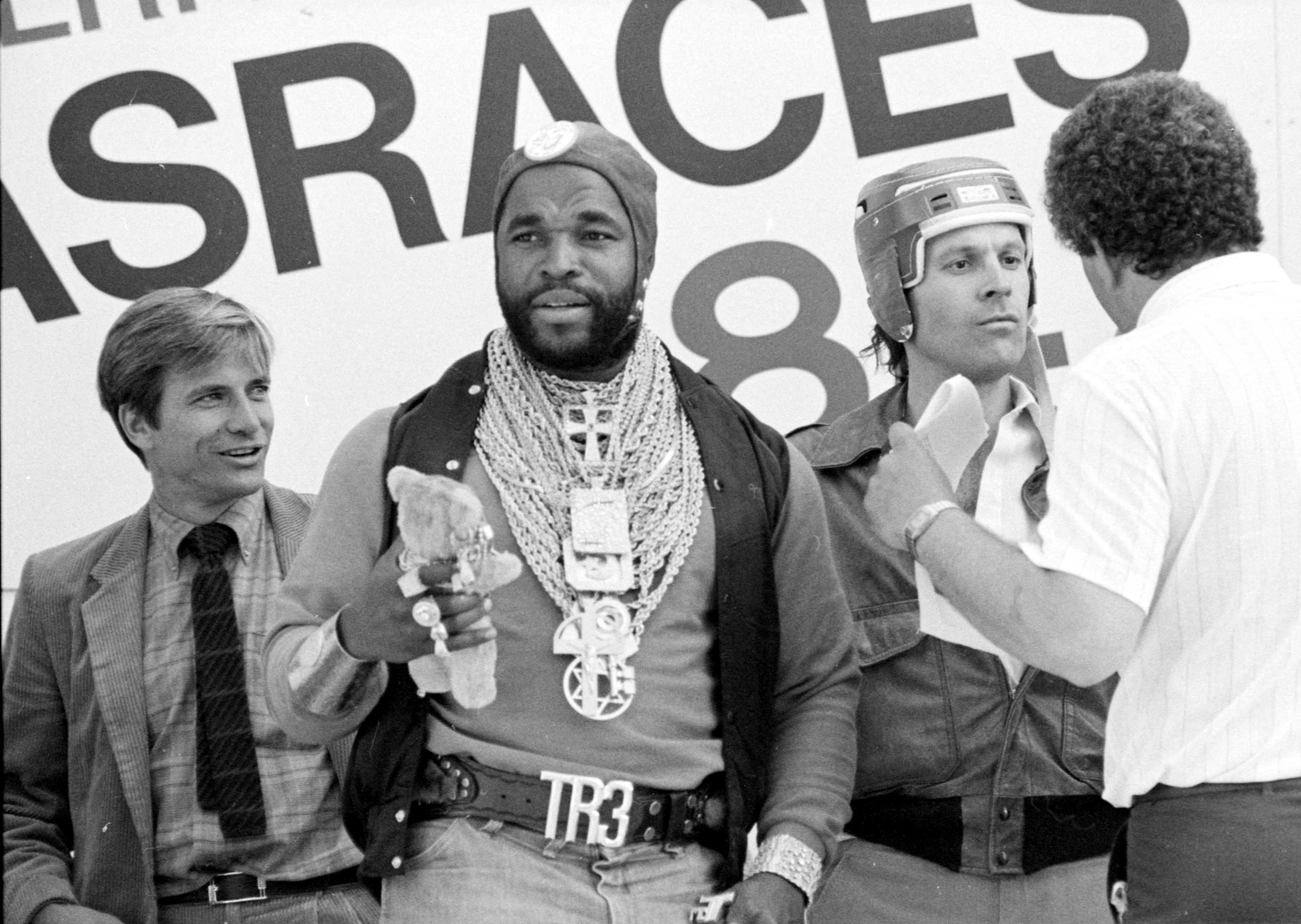
Główni bohaterowie serialu

Drużyna A (ang. The A-Team) – amerykański serial sensacyjno-komediowy, adresowany do młodego i dorosłego odbiorcy, emitowany pierwotnie w USA w latach 1983–1987.

## Krótki opis
Wyprodukowano łącznie 98 około 45-50 minutowych odcinków, w pięciu seriach. W 2010 r. powstała kinowa wersja serialu – pod tym samym tytułem. Był to jeden z najpopularniejszych seriali lat 80. W USA, bijąc rekordy popularności i stając się w końcu jednym z symboli kultury masowej z łatwo rozpoznawalną muzyką oraz z charakterystycznymi bohaterami (do których można by zaliczyć także ich pojazdy).

## Emisja w Polsce
Serial był po raz pierwszy emitowany w Polsce w latach 90. na antenie Polonii 1 i jej stacji lokalnych, następnie w telewizji Polsat. Od 18 listopada 2013 r. do 2 czerwca 2014 r. serial emitowała TVP1. 2 stycznia 2018 r. emisję serialu rozpoczęła stacja TV4. W Polsce serial ukazał się na DVD dzięki wydawnictwu Amercom S.A.

## Obsada

### Regularna
- George Peppard – Pułkownik John „Hannibal” Smith (wszystkie 97 odcinków)[1]
- Laurence „Mr. T” Tureaud – Sierżant Bosco Albert „B.A.” Baracus (97 odcinków)
- Dirk Benedict – Porucznik Templeton „Buźka” Peck (96 odcinków)
- Dwight Schultz – Kapitan H.M. Murdock (97 odcinków)
- Tim Dunigan – Porucznik Templeton „Buźka” Peck (1 odcinek: tylko w pilocie)
- Melinda Culea – Amy Amanda Allen (1983: 24 odcinki)
- Marla Heasley – Tawnia Baker (1983–1985: 10 odcinków)
- William Lucking – Pułkownik Lynch (1983–1984: 3 odcinki)
- Lance LeGault – Pułkownik Roderick Decker (1984–1985: 20 odcinków)
- Carl Franklin – kapitan Crane (1984–1985: 17 odcinków)
- Charles Napier – Pułkownik Briggs (1984: 2 odcinki)
- Jack Ging – Generał Harlan „Bull” Fullbright (Fulbright) (1985–1986: 8 odcinków)
- Robert Vaughn – Generał Hunt Stockwell (1986–1987: 13 odcinków)
- Eddie Velez – Frankie „Dishpan” Santana (1986–1987: 13 odcinków)
- Judith Ledford – Carla (1986–1987: 7 odcinków)
- Tia Carrere – Tia (1986: 1 odcinek)
- Bill Dyer – inżynier (1983–1986: 9 odcinków)
- Tony Ciccone – asystent parkingowy (1983–1986: 5 odcinków)
- Thomas Rosales Jr. – człowiek Carrenzy (1985–1986: 5 odcinków)
- Mills Watson – Stryker (1983–1987: 4 odcinki)
- Ismael Carlo – kpt. Cordoba (1983–1985: 4 odcinki)
- Red West – szeryf Brooks (1983–1986: 4 odcinki)
- Danny Wells – reżyser filmowy (1983–1984: 4 odcinki)
- Jim Boeke – Bill Mather (1983–1986: 4 odcinki)
- Rod Stryker – sierż. Case (1985–1986: 4 odcinki)
- Jack Verbois – Flint (1983–1986: 4 odcinki)
- John Carter – Stan Rodgers (1983–1986: 4 odcinki)
- Jophery C. Brown – zbir Garbera (1983–1985: 4 odcinki)
- Alan Fudge – p. Perry, Departament Stanu (1983–1984: 3 odcinki)
- Michael Alldredge – płk. Twill (1983–1984: 3 odcinki)
- Dana Elcar – sędzia Leonard Mordente (1984–1985: 3 odcinki)
- Beau Starr – Bull McEwan (1983–1985: 3 odcinki)
- Michael DeLano – Johnny Angel (1984–1985: 3 odcinki)
- Anthony James – Harry o trzech palcach (1984–1986: 3 odcinki)
- Michael Preston – Doyle (1984–1985: 3 odcinki)
- Morgan Woodward – kpt. Winnetka (1983–1984: 3 odcinki)
- Kai Wulff – Krüger (1984–1986: 3 odcinki)
- Sergio Calderón – Malavida Valdez (1983–1984: 3 odcinki)
- Bruce Tuthill – Louis (1984–1985: 3 odcinki)
- Judd Omen – Dennis Lazarus (1983–1986: 3 odcinki)
- Rodney Saulsberry – sierż. Reager (1985–1986: 3 odcinki)
- Carl Strano – Nicholas „Nicky” Scarlatti (1985–1986: 3 odcinki)

### Goście specjalni
- Boy George – Boy George (muzyk: 1 odcinek)
- Isaac Hayes – C.J. Mack (muzyk: 1 odcinek)
- Hulk Hogan – Hulk Hogan (amerykański wrestler: 2 odcinki)
- Rick James – Rick James (muzyk: 1 odcinek)
- William Perry – William Perry (amerykański futbolista: 1 odcinek)
- Pat Sajak – Pat Sajak (gospodarz teleturnieju Koło Fortuny: 1 odcinek)
- Vanna White – Vanna White (współprowadząca program Koło Fortuny: 1 odcinek)

## Fabuła
Bohaterami serialu jest czterech oddanych przyjaciół, ukazanych (pomimo ich różnych wad) w bardzo pogodnym i pozytywnym świetle. Trzech z nich: Hannibal, B.A. i Buźka – to byli komandosi, weterani wojny wietnamskiej, ścigani przez służby federalne USA w wyniku niesłusznego oskarżenia o napad na bank w Hanoi. Czwarty – Murdock – to były pilot wojskowy, który także służył w Wietnamie. Jako najemnicy podejmują się niebezpiecznych misji walcząc w obronie dobra, działając na granicy prawa, oraz często je łamiąc. Jednocześnie usiłują rozwiązać zagadkę ich oskarżenia, aby oczyścić się z zarzutów.
Pomimo tematyki sensacyjno-kryminalnej, oraz wielu popisów kaskaderskich i efektów pirotechnicznych, serial charakteryzuje się pogodą, humorem i łagodnością. Mimo eksplozji, kraks samochodowych, katastrof i ciągłego używania broni, w tym ulubionych przez bohaterów karabinów Ruger, prawie żadna z postaci, włączając w to postacie negatywne, nigdy nie została uśmiercona. Wszystko kończy się najwyżej na potłuczeniach oraz zniszczeniu sprzętu lub budynków. Bohaterowie serialu korzystali także z różnych forteli, pokonując – a często i ośmieszając przeciwników. W wielu odcinkach posługiwali się zaimprowizowaną bronią (jak np. samochody opancerzone, miotacze ognia itp.), zbudowaną z tego co było pod ręką (głównie z części znajdowanych na złomowisku).

## Spis odcinków
Serial miał 98 odcinków w 5 seriach.

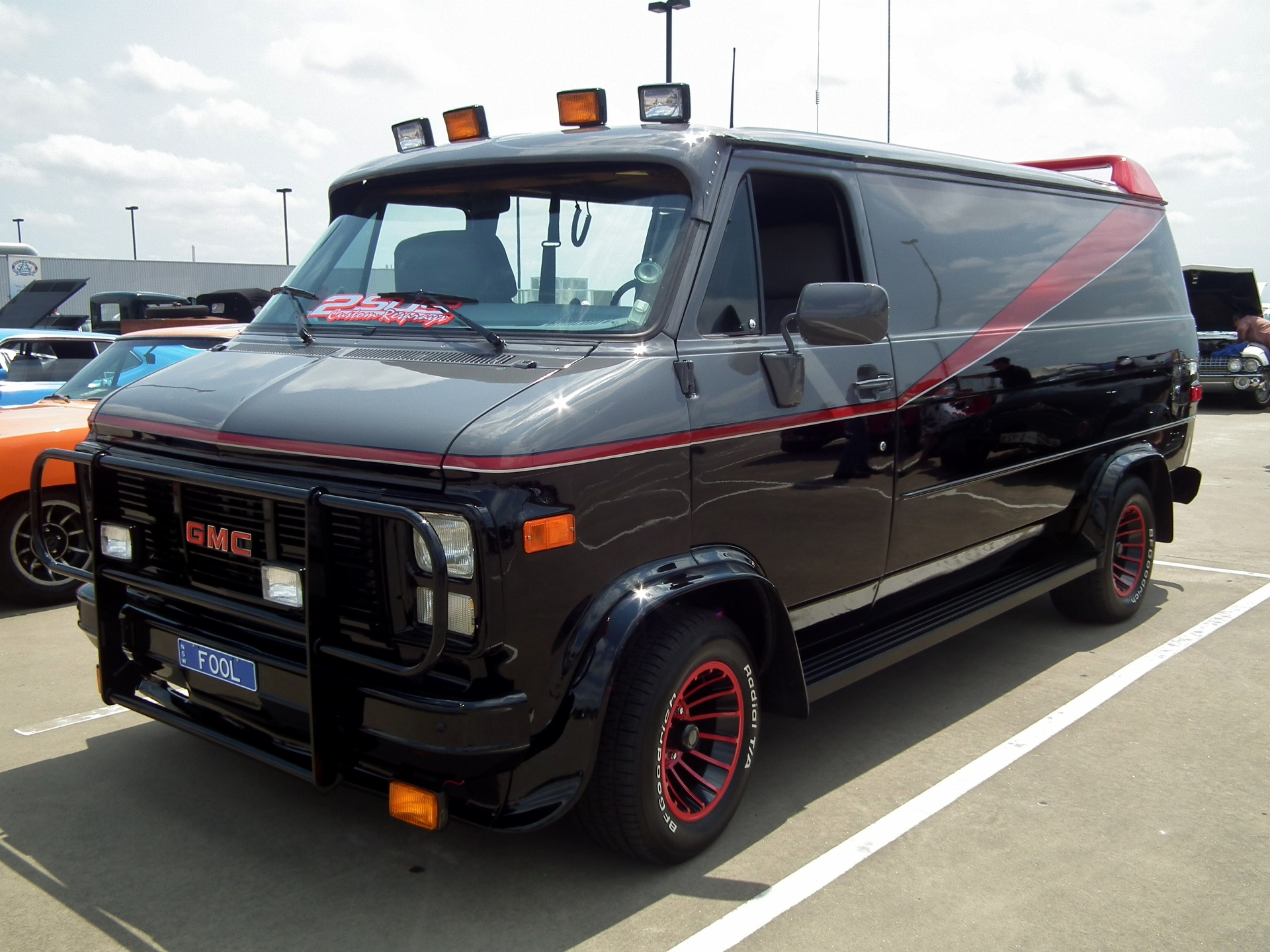
GMC G-Series panel van – samochód Drużyny A (1983 r.)